# دافيد بن غوريون

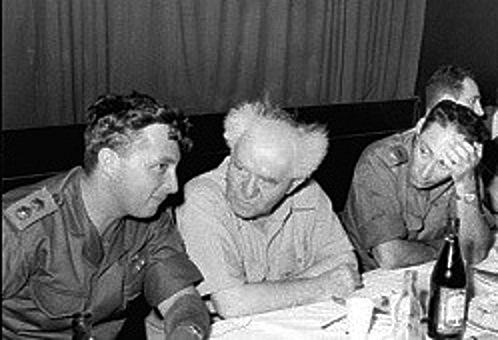
في اجتماع مع أرئيل شارون عام 1957

دافيد بن غوريون (بالعبرية: דָּוִד בֶּן־גּוּרִיּוֹן)؛ (16 أكتوبر 1886 - ديسمبر 1973)، أوّل رئيس وزراء لإسرائيل.
وُلد بن غوريون في مدينة بلونسك البولندية باسم دافيد غرين، ولتحمّسة للصهيونية، هاجر إلى فلسطين عام 1906. امتهن بن غوريون الصحافة في بداية حياته العملية وبدأ باستعمال الاسم اليهودي «بن غوريون» عندما مارس حياته السياسية.
كان بن غوريون من طلائع الحركة العمّالية الصهيونية في مرحلة تأسيس إسرائيل. وخلال فترة رئاسته لمجلس الوزراء الإسرائيلي الممتد من 25 يناير 1948 وحتى 1963 (باستثناء الأعوام 1953 حتى 1955) (1)، فقد قاد بن غوريون إسرائيل في حرب 1948 التي يُطلق عليها الإسرائيليون، حرب الاستقلال. ويعد بن غوريون من المؤسسين لحزب العمل الإسرائيلي والذي تبوّأ رئاسة الوزراء الإسرائيلية لمدة 30 عاماً منذ تأسيس إسرائيل.
في المرحلة السابقة لتأسيس إسرائيل، كان بن غوريون يُوصف بالمعتدل مقارنة بمنظمة الهاجاناه الصهيونية التي تعامل معها البريطانيون في مواقف متعدّدة. ومن جانب آخر، فقد شارك بن غوريون في العمل المسلّح من أجل تأسيس دولة يهودية في فلسطين عندما تعاونت الهاجاناه مع منظمة الإرجون التابعة لمناحيم بيغن. ولكن بعد أسابيع من الإعلان الرسمي لقيام دولة إسرائيل، أمر رئيس الوزراء الجديد (بن غوريون) بحل جميع المنظمات المسلحة كالهاجاناه وشتيرن في سبيل تأسيس جيش الحرب الإسرائيلي. وبهذه التعديلات الجديدة التي طرأت على التنظيمات المسلحة الصهيونية، أمر بن غوريون بإغراق السفينة «ألتالينا» المحملة بالسلاح، وكان السلاح الذي على متنها سيؤول إلى منظمة الأرجون الصهيونية. وإلى اليوم، يظل الأمر الذي أصدره بن غوريون بإغراق السفينة مثاراً للجدل. قامت مجلّة تايم باختياره كأحد أهم 100 شخصية في القرن العشرين.

## سيرة ذاتية
وُلد بن جوريون في مدينة «بلونسك» البولندية والتي كانت آنذاك جزءا من الإمبراطورية الروسية باسم دافيد جرينز عمل والده كمحامي وكان رئيس حركة محبي صهيون. توفيت أمه حين كان عمره 11 عاماً.
نشأ بن جوريون غيوراً على الصهيونية ومتحمساً لها. حين كان طالباً في جامعة وارسو انضم للحركة الماركسية الصهيونية عمال صهيون «بُوعالِي صهيون» عام 1904. واعتقل مرتين خلال الثورة الروسية عام 1905. هاجر إلى فلسطين عام 1906 حيث أصبح من قادة الحركة مع إسحاق زائيفي.
في فلسطين عمل أولاً في الزراعة في يافا وجمع الموالح وساهم في إنشاء هاشومير. انتقل مع إسحق زائيفي عام 1912 إلى إسطنبول لدراسة القانون وحصل بعد عامين على درجة جامعية في القانون.
استقر في نيويورك عام 1915 حيث التقى بُولا مُونْبِيز حيث تزوجا عام 1917 وأنجبا ثلاثة أطفال. التحق بالجيش البريطاني عام 1918 حيث التحق بالكتيبة 38 من الفيلق اليهودي بعد وعد بلفور في نوفمبر من عام 1917. انتقل هو وعائلته إلى فلسطين مرة أخرى بعد الحرب العالمية الأولى. توفي بن غوريون عام 1973.
يعد بن جوريون رجل الهجرة الثانية، رئيس حركة «الدولة التي في الطريق» القائد والمحفز المستميت لإقامة دولة إسرائيل، وهو من أعلن عن قيامها وأدارها بعد قيامها لمدة عقد ونصف حتى 1963، عُين رئيسا الوزراء ووزيرا الدفاع الأول لدولة إسرائيل وكان من أوائل زعماء حركة العمل الصهيونية.
جاء بن جوريون على رأس مؤسسي الدولة، قاد الصراع لإقامة دولة يهودية في فلسطين، حتى لو كان الثمن تقسيم الأرض، وأعلن عن إقامة دولة إسرائيل. كان من زعماء الحركة الصهيونية ورئيس إدارة الوكالة اليهودية في القدس وقاد دولة إسرائيل في الفترة التي جاءت بعد تأسيسها، وعمل من أجل الوطنية (شعار من المركز إلى الشعب)، وقمع محاولات من اليمين ومن اليسار (اللتلنا - البلمح) الذي رأى أن بهم خطر كبير على إقامة جيش وطنى واحد. قادت رؤيته الوطنية هذه إلى حل الحركات السرية قبل حرب 1948 وإقامة الجيش الإسرائيلي. عُين كرئيس للوزراء وكوزير للدفاع في الحكومة الأولى وفي الوزارات التالية.
وكان من زعماء حركة العمل الصهيونية في إسرائيل وفي العالم، ومن مؤسسي اتحاد نقابات العمال العامة وكان سكرتيرها العام الأول ومن زعماء الاستيطان أيضاً. تزعم حزب المباي (حزب عمال إسرائيل) وبعد استقالته منه أقام حزب رفاي (قائمة عمال إسرائيل).

### شبابه وبداية طريقه
ولد جرين لشندل وافيجدور جارين، في بلدة بلونسك في بولندا (التي كانت في حدود الامبراطورية الروسية حينئذ). تعلم في الحيدر التقليدى المحافظ ودرس بعد ذلك في الحيدر العصري الذي أسسه والده، الذي كان من أوائل الأعضاء في حركة «أحباء صهيون» وأصبح يتيم الأم عندما بلغ الحادية عشر من عمره.
على الرغم من صغر سنه، أقام بالتعاون مع أصدقائه رابطة «عزرا» بتشجيع والده، الرابطة التي أعدت أعضائها للدعوة إلى الهجرة إلى فلسطين ووضعت هدف إحياء اللغة العبرية نصب أعينها. وانتقل في عام 1904 إلى وارسو وعمل بالتدريس وانضم إلى أوساط صهيونية. وفي عام 1906، وقد بلغ العشرون من عمره هاجر إلى فلسطين كجزء من موجة الهجرة الثانية. وبعد مرور عدة أعوام، صرح أن هذا اليوم كان الأعظم في حياته وأن الثاني بالنسبة له هو يوم احتلال الحرم القدسي الشريف (وهو ما أطلق عليه يوم تحرير جبل الهيكل) في حرب 1967.
في سنواته الأولى في البلاد كان مزارعاً واشتغل بالعمل الزراعي في مستوطنات سجرا وكان ذلك أيضاً في مستوطنة «شومير» و«منحميا» و «زخرون يعقوب» و «كفر سابا» و «حفيت كنيرت». انضم إلى الحزب الصهيوني الاشتراكي «بوعلي تسيون» (عمال صهيون) وأصبح أحد زعماء الجناح اليميني في الحزب، وواحد من خمسة أعضاء اللجنة المركزية للحزب.
وفي عام 1907 في الاجتماع الثاني للجنة «بوعلي تسيون» (عمال صهيون) الذي عقد في يافا نجح في إضافة بند إلى خطتها السياسية العامة وهو: «يتطلع الحزب للاستقلال السياسي للشعب اليهودي في هذه الأرض» وتم اختياره أيضاً (مع يسرائيل شوحيط) للجنة مؤقتة من عضوين لتنظيم الحزب من جديد.
تم انتخاب بن جوريون في مؤتمر «بوعلي تسيون» الذي عقد عام 1910 ليصبح أحد محرري جريدة «هأحدوت» (الاتحاد) لسان حال حزب «عمال صهيون» ومنذ ذلك العام عُين كأحد محرري جريدة «هأحدوت». وقام بالتوقيع على مقاله الثاني باسم بن جوريون على اسم «يوسف بن جوريون» الذي كان أحد زعماء الاستيطان اليهودي في القدس أثناء التمرد الكبير في عصر الرومان. سافر بن جوريون عام 1911 إلى سلونسيقي وتعلم هناك اللغة التركية من أجل دراسة القانون وسافر عام 1912 إلى إسطنبول لدراسة القانون.
قام الأتراك باتهام بن جوريون، أثناء تواجده في تركيا خلال الحرب العالمية الأولى، هو وصديقه يتسحاق بن تسيفي بالتأمر وطردوهم خارج البلاد. فوصل كلاهما عام 1915 إلى الولايات المتحدة الأمريكية، واستمروا هناك في النشاط الصهيوني الذي في إطاره أسسوا حركة «هاحلوتس» (الطليعة). والتقى بن جوريون في نيويورك ببولا مونباز التي كانت تعمل في مهنة التمريض وناشطة في الحزب الصهيوني «بوعلي تسيون». وبعد فترة تعارف قصيرة، تزوج كلاهما عام 1917 في مراسم مدنية في مدينة نيويورك.
في أعقاب وعد بلفور عام 1917 وغزو فلسطين على أيدي البريطانيين، كان بن جوريون أحد دعاة حركة التطوع للكتائب العبرانية ومن أوائل المتطوعين للكتائب. وصل كعضو كتيبة 39 لقلاع الملك في الجيش البريطاني إلى مصر عام 1918 ومن هناك إلى فلسطين. أقام بن جوريون عام 1919 بالتعاون مع بريل كتسنلسون حزب «اتحاد العمل» الذي كان توحيداً لحزب «عمال صهيون» و «غير الحزبيين».

### قيادة الاستيطان
أصبح بن جوريون في بداية العشرينيات أحد أبرز زعماء الاستيطان. عُين عام 1920 مع مؤسسي اتحاد النقابات العامة وأصبح سكرتيرها العام خلال خمسة عشر عاماً. وقد رأى أن الهستدروت بالإضافة إلى أنه رابطة مهنية تدافع عن جمهور العمال في البلاد إلا أنها أيضاً وسيلة اجتماعية واقتصادية لتأسيس اقتصاد عمالي مستقل ومؤسسة سياسية ستقود الاستيطان اليهودي وسترسي أسساً للدولة التي ستقوم، فقد عمل بن جوريون من أجل توحيد أحزاب العمال. وأحرز هذا النشاط نجاحاً حيث توحدت عام 1930 أحزاب اتحاد العمل و «هابوعيل هتصعير» (العامل الصغير) وأسسوا حزب عمال إسرائيل (المباي)، الذي انتخب بن جوريون رئيساً له. وبالتعاون مع الحركات الشقيقة له خارج البلاد أصبح الحزب الأكبر في الحركة الصهيونية. وتم انتخاب بن جوريون عام 1935 من قبل حزب المباي ليصبح رئيساً لإدارة الوكالة اليهودية، التي كانت تعد الهيكل المركزي في إدارة الاستيطان اليهودي في البلاد.
أصبح بن جوريون، مع اندلاع أحداث 1936 -1939، أحد دعاة سياسات الصمود التي قادت ضبط النفس ضد نشاطات العرب، ودعى إلى عملية متوازنة والامتناع عن إصابة الأبرياء. أيد بن جوريون عام 1937 مع كلاً من حاييم فايتسمان وموشيه شاريت توصية «لجنة بيل» البريطانية لتقسيم فلسطين (من الغرب إلى الأردن) بين اليهود والعرب. ولكن معارضة العرب الذين كانوا يمثلون أغلبية السكان أفسدت تلك المبادرة. أعلنت سلطات الانتداب البريطاني عام 1939 عن سياسات الكتاب الأبيض التي قيدت للغاية هجرة اليهود إلى فلسطين وامتلاكهم للأراضي وتم إعدادها لتجميد وضع اليهود في إسرائيل كأقلية. أعلن بن جوريون عن مقاومة البريطانيين وهي المقاومة التي تضمنت الهجرة اليهودية غير الشرعية سراً إلى فلسطين وإقامة نقاط استيطانية أيضاً في المناطق المحظورة وفقاً للقانون البريطاني.
أيد بن جوريون مع اندلاع الحرب العالمية الثانية تطوع اليهود للجيش البريطاني لمحاربة الألمان (الذي أطلق عليهم النازيين) دون توقف معارضته لسياسات الكتاب الأبيض. وأكد بن جوريون أن الاستيطان سيحارب بجانب البريطانيين ضد ألمانيا النازية إذا تم إلغاء الكتاب الأبيض. وأن معارضة الكتاب الأبيض ستستمر إذا لم تكن هناك حرب ضد الألمان.
توقفت عمليات الاستيطان المعارضة للبريطانيين وبدأ التجنيد في الجيش البريطاني وبعد ذلك في الفيلق اليهودي. وأثناء الحرب توقفت كلاً من منظمة «الإيتسيل» و«هاليحي» عملياتهما ضد البريطانيين، ولكن جددت بعد ذلك «هاليحي» مقاومتها العنيفة للبريطانيين وتبعتها بعد ذلك «الإيتسيل». قاومت منظمة الهاجاناه بقيادة بن جوريون هاتين المنظمتين في عمليات «هاسيزون» (موسم الخصومات التي وقعت بين المنظمات السرية اليهودية إبان نهاية الانتداب البريطاني في فلسطين). وقف بن جوريون عام 1942 خلف خطة بلتيمور التي اشعلت الصراع لإقامة الدولة، على الرغم من المعارضة الكبيرة للحركة الصهيونية وأيضاً حزبه بسبب مقاصده الإقليمية.
استمرت السلطة البريطانية خلال الحرب وبعدها أيضاً في معارضة الاستيطان اليهودي والهجرة إلى فلسطين من خلال تجاهل محنة اليهود في أوروبا وكذلك الكارثة النازية. تزعم الاستيطان بعد هذه الحرب القاسية صراعه ضد البريطانيين وفي المقابل استمر النشاط السياسي لإقامة دولة يهودية. تلقى بن جوريون بين يديه حقيبة الدفاع في إدارة الوكالة اليهودية مع انتهاء الحرب العالمية الثانية. وأيد في منصبه هذا إقامة حركة التمرد العبري حتى ينظم مقاومة مشتركة ضد البريطانيين من جانب ثلاثة منظمات سرية. بدأ بن جوريون باتخاذ إجراءات حاسمة لاقتناء أسلحة وبالاستعداد القانوني للقوات غير النظامية لعرب فلسطين وبالأخص التصدي لهجوم جيوش الدول العربية.
تصدر بن جوريون في سبتمبر 1947 زعامة الموقعين على «رسالة الوضع الراهن» الذي تم إرساله إلى رؤساء رابطة إسرائيل. وأكد بن جوريون في هذه الرسالة على اعتبار يوم السبت يوم العطلة الرسمية للدولة التي ستقوم، ومنع مراسم الزواج المدنية، وأكد على الاستقلال الذاتى لتيارات التعليم الديني. تم نشر المكتوب من خلال رغبة في حشد تأييد الجمهور اليهودي في البلاد حول فكرة إقامة الدولة، وقد شكل بالفعل طابع الدولة اليهودية فيما يخص الدين والدولة على مدار عشرات السنوات.
قاد بن جوريون المؤسسات الرسمية للاستيطان وللحركة الصهيونية في صراعها من أجل الموافقة على خطة تقسيم الأراضي من قبل الأمم المتحدة (توصية لجنة أونسكوف وقرار الجمعية العامة للأمم المتحدة في 29 نوفمبر 1947 على تقسيم فلسطين إلى دولتين يهودية وعربية). فقد مرر بن جوريون قرار إقامة دولة إسرائيل بين مؤسسات الاستيطان على الرغم من المعارضة الشديدة حتى اللحظة الأخيرة ضد هذه العملية من جانب عناصر كثيرة بين اليمين، واليسار، ورجال الدين، وبين حزب المباي أيضاً.

### أول رئيس وزراء في إسرائيل
قرأ بن جوريون في 14 مايو 1948 «وثيقة الاستقلال» في المراسم التي أقيمت في تل أبيب للإعلان عن قيام دولة إسرائيل، وكان بن جوريون أول من وقع عليها. تولى منصب رئيس الوزراء ووزير الدفاع في الحكومة المؤقتة للدولة الجديدة، وبعد انتخابات الكنيست الأولى استمر بن جوريون في هذه المناصب وعمل بها خلال مدتين يبلغ إجمالي عدد السنوات بهما ثلاثة عشر عاماً (أكثر من أي رئيس وزراء آخر) هذا بالإضافة إلى ثلاثة عشر عاماً قبل إقامة الدولة الذي تولى خلالهم رئاسة الوكالة اليهودية التي كانت تعد حكومة «الدولة التي كانت في الطريق».
اندلعت الحرب بين الجيوش العربية وإسرائيل على الفور عقب إعلان قيام دولة إسرائيل. وبعد مرور أيام قليلة على إقامة الدولة في 26 مايو أصدر بن جوريون أمراً لإقامة الجيش الإسرائيلي، ورئيساً للوزراء ووزيراً للدفاع تولى إدارة المعركة طوال فترة حرب 1948 حتى الانتصار وبرم اتفاقيات وقف إطلاق النار في بداية عام 1949. تلقى بن جوريون أوراق اعتماد المفوضين الدبلوماسيين الأوائل الذين تم إرسالهم إلى إسرائيل (ومن بينهم المبعوث الأمريكي جيمس مكدونالد ومندوب الاتحاد السوفيتي)، وذلك لأن رئيس مجلس الدولة المؤقتة حاييم فايتسمان قد وصل إلى إسرائيل بعد مرور عدة شهور على قيام الدولة.
اعتبر بن جوريون أن إقامة الجيش الإسرائيلي المشروع الأهم مع إقامة الدولة. فقد أسند إليه وظائف اجتماعية ومدنية أيضاً في أيام المحنة، واعتبره بلطة انصهار لجيل الشباب، وأسند إليه بعض المهام منها دعم منظومة التعليم واستيطان مناطق الحدود والمناطق التي بها عدد قليل من سكان اليهود. أصدر بن جوريون قرارين، أصبحا موضع للخلاف، وعكسا سياسته لتكوين جيش متحد ووحيد للدولة الصغيرة، هما:
- قرار عملية مهاجمة سفينة الأسلحة الخاصة ب «الإيتسيل» و«اللتلنا» خاصة قذفها في شاطئ تل أبيب، أصدر بن جوريون أمراً باعتقال السفينة بأية ثمن وتقرر قذفها. وفي معارك في «كفر فيتيقين» وفي شاطئ تل أبيب بين الجيش ورجال الإيتسيل قتل نحو ثلاثة جنود و 16 رجلا من الإيتسيل.
- قرار حل البلماح في 7 نوفمبر 1948 أمر بن جوريون بوقف عمل قيادة البلماح.

أثناء فترة توليه الأولى (14 مايو 1948 – 26 يناير 1954) تضاعفت أعداد سكان الدولة، بفضل موجة الهجرة الكبيرة من 650,000 لتصل إلى 1.37 مليون مواطن. وأمام بعض أعضاء القيادة الذين رأوا أن عليهم تقييد أو إبطاء موجة الهجرة بسبب صعوبة الاستيعاب أعرب بن جوريون عن رفضه الشديد لتقييد عدد المهاجرين، وإن انحاز إلى انتقاء نوعية المهاجرين. رأى بن جوريون أهمية كبيرة لتشجيع الهجرة من أجل مضاعفة عدد سكان دولة إسرائيل. وقد طالب أيضاً بزيادة أعداد المواليد. وقد حدد جائزة الولادة التي تبلغ مئة ليرا للأمهات التي تلد عشرة أولاد أحياء، عبر بشكل رمزي أكثر منه مادي عن تقدير الدولة لهؤلاء الأمهات.
يعد بن جوريون رائد التطوير النووي لإسرائيل حيث التقى أثناء حرب 1948 مع مهندس إسرائيلي، هاجر إلى فرنسا وأصبح من مؤسسي البرنامج النووي في فرنسا، وأخذ منه بعض المعلومات عن الموارد اللازمة لإقامة مفاعل نووي وتشغيله. قرر بن جوريون في 13 يونيو 1952 تنفيذ خطته وأسس لجنة الطاقة الذرية برئاسة بروفيسور ارنسط دافيد برجمان. وفي عام 1958 تم البدء في إقامة مركز الأبحاث النووي «شورق»، وفي عام 1959 تم البدء في إقامة مجمع (قرية) للبحث النووي في النقب.
سعى بن جوريون، لكي يدعم استيعاب الهجرة، إلى اعتماد اتفاقية التعويضات مع ألمانيا التي تلزمها بتعويض الدولة عن نفقات الاستيعاب وعلى المعاناة والضرر المادي الذي أصاب اليهود في فترة أحداث النازي.
أثارت الاتفاقية معارضة شعبية عريضة من جانب اليمين (حاروت وهاتصيونيم هاكلاليم) ومن اليسار (حزب المبام وحزب المقاي وهو الحزب الشيوعي الإسرائيلي) وكان من بين أبرز المعارضين زعيم حركة «هاحروت» مناحم بيجن الذي وقف في مقدمة مظاهرة عنيفة أمام الكنيست كانت موجهة ضد بن جوريون، وعلى الرغم من ذلك تم اعتماد الاتفاقية والتوقيع عليها في مارس 1952.
رسخ بن جوريون سيادة الدولة الجديدة على أساس القومية. لذلك نقل مراكز السلطة في الدولة من هيئات حزبية وقطاعية (فئوية) إلى هيئات حكومية. سعى إلى توحيد الشعب حول ثقافة مشتركة وفقاً لمفهوم «بلطة الانصهار». وقد اتخذ بن جوريون قرارين جوهريين مع بداية توليه رئيساً للوزراء هما كما يلي: قرار تحويل الجيش الإسرائيلي إلى جيش الشعب الذي سيصبح مفتوحا أمام الجميع وليس أمام وحدات خاصة، وقرار إلغاء خطة التيارات في المنظومة التعليمية وتوحيد منظومة التعليم العام تحت قانون تعليم قومي.
حافظ بن جوريون في تأسيس حكوماته على مبدأ «حكومة بدون منظمة حاروت أو مقاي» أما بالنسبة إلى مناحم بيجن فحرص بن جوريون على عدم دعوته باسمه ولكن أطلق عليه كناية «عضو الكنيست الذي يجلس يمينه عضو الكنيست» بدر"" (ولكن بمرور الأيام راسله بحميمية) حتى استقالته إلى «ساديه بوقير». لم يشارك بن جوريون في حكوماته (باستثناء الحكومة المؤقتة) المبام أيضاً، وهو الحزب الذي دعمه الاتحاد السوفيتي بحكمه القاسي دون حدود في هذا الوقت.

## وفاته
تقاعد بن غوريون من السياسة في عام 1970 وقضى سنواته الأخيرة في العيش في منزل متواضع، وعمل على تأليف موسوعة من 11 مجلدا عن تاريخ إسرائيل في سنواتها الأولى. في عام 1971 زار المواقع الإسرائيلية على طول قناة السويس أثناء حرب الاستنزاف.
في 18 تشرين الثاني (نوفمبر) 1973 بعد وقت قصير من حرب يوم الغفران، أصيب بن غوريون بنزيف في الدماغ، ونُقل إلى مركز شيبا الطبي في تل هشومير في رمات غان، بدأت حالته بالتدهور في 23 نوفمبر وتوفي بعد بضعة أسابيع. ورقد جثمانه في مبنى الكنيست قبل نقله بطائرة هليكوبتر إلى مستوطنة سديه بوكير. دقت صفارات الإنذار في جميع أنحاء البلاد بمناسبة وفاته. دُفن مع زوجته باولا في كلية بن غوريون [الإنجليزية].

## هامش
1- في هذه الفترة، أعلن بن غوريون نيّته الانسحاب من الحكومة والانتقال إلى صحراء النقب، ولكنه لم يقدّم استقالته في تلك الفترة إنما استمر في البقاء في النقب ومزاولة مهامّه الحكومية.
2- من كتابه «المفارقة اليهودية» Le Paradoxe juif, édition Stock, Paris, 1976 صفحة 121

## أماكن سميت بأسمه
- مطار بن غوريون الدولي
- جامعة بن جوريون
- مستشفى بن غوريون

## روابط خارجية
- دافيد بن غوريون على موقع IMDb (الإنجليزية)
- دافيد بن غوريون على موقع الموسوعة البريطانية (الإنجليزية)
- دافيد بن غوريون على موقع مونزينجر (الألمانية)
- دافيد بن غوريون على موقع ميوزك برينز (الإنجليزية)
- دافيد بن غوريون على موقع إن إن دي بي (الإنجليزية)
- دافيد بن غوريون على موقع ديسكوغز (الإنجليزية)
- دافيد بن غوريون على موقع قاعدة بيانات الفيلم (الإنجليزية)
- دافيد بن غوريون على موقع كينوبويسك (الروسية)

1. صفحة بن غوريون في موقع الكنيست
2. صفحة بن غوريون في موقع وزارة الخارجية الإسرائيلية

| سبقه لا أحد | رؤساء وزراء إسرائيل | تبعه موشيه شاريت |